# A na men'shee ja ne soglasen
A na men'shee ja ne soglasen è un singolo del cantautore russo Nikolaj Noskov, pubblicato nel 2005 come secondo estratto dal quarto album in studio Po pojas v nebe.